# ホズルシン
ホズルシン（ホダルシン、Hodulcine）は、ケンポナシの葉から単離されたトリテルペン配糖体（トリテルペノイドサポニン）である。ホズロシドI（Hoduloside I）とも呼ばれる。

## 歴史
1988年、ヒトの甘味受容を弱める活性が見出され、活性成分が部分精製された。活性成分はホズルシンと命名され、トリテルペンサポニンであることが明らかにされた。
その後、ホズルシンと類似した10種類の化合物が同定され、ホズロシド（I - X）と命名された。ホズルシン（ホズロシドI）は最も高い抗甘味性を示すが、ギムネマ酸Iほどではない。

## 化学
ホズルシンのアグリコン部はホベノラクトンである。糖部はO-3-[α-L-rhamnopyranosyl-(1 → 2)-β-D-glucopyranoside]-23-O-[β-D-glucopyranoside] である。異性体に ホズロシドII（hovenolactone 3-O-{α-L-rhamnopyranosyl-(1 → 2) - [β-D-glucopyranosyl-(1 → 3)]-β-D-glucopyranoside}）が存在する。